# Thunbergioideae
Thunbergioideae, potporodica primogovki. Postoji 5 rodova u dva tribusa

## Rodovi
1. Tribus Mendoncieae Meisn.
  1. Mendoncia Vell. ex Vand. (88 spp.)
  2. Anomacanthus R. D. Good (1 sp.)
2. Tribus Thunbergieae Dumort.
  1. Pseudocalyx Radlk. (6 spp.)
  2. Thunbergia Retz. (146 spp.)
  3. Meyenia Nees (1 sp.)